# Microrregión de la Sierra del Teixeira
La microrregión de la Sierra del Teixeira es una de las  microrregiones del estado brasileño de la Paraíba perteneciente a la mesorregión  Sertón Paraibano. Su población fue estimada en 2006 por el IBGE en 109.759 habitantes y está dividida en once municipios. Posee un área total de 2.651,051 km².

## Municipios
- Água Branca
- Cacimbas
- Desterro
- Imaculada
- Juru
- Manaíra
- Maturéia
- Princesa Isabel
- São José de Princesa
- Tavares
- Teixeira

- Datos: Q2469908